# Equilibrio de sedimentación
El equilibrio de sedimentation en una solución o suspensión de partículas diferentes, como en el caso de las moléculas, existe cuando el índice de transporte de un material debido a la sedimentación es igual al índice de transporte en la dirección opuesta debido a la difusión. La sedimentación es debida a una fuerza externa, como la gravedad (para partículas muy grandes) o a la fuerza centrífuga en un proceso de centrifugado.
Las aplicaciones modernas utilizan el ultracentrifugado analítico. La base teórica para estas mediciones fue desarrollada a partir de las ecuaciones de Mason-Weaver. La ventaja de utilizar el análisis del equilibrio de sedimentación para determinar el peso molecular de las proteínas y de sus mezclas en interacción es la posibilidad de evitar la necesidad de deducir un coeficiente friccional, requisito necesario para la interpretación del proceso de sedimentation dinámica.
Fue descubierto para partículas grandes por Jean Baptiste Perrin, por lo que recibió el Premio Nobel de Física en 1926.

## Aplicación en la determinación de la masa molecular
El equilibrio de sedimentación puede usarse para determinar masas moleculares. Es la base para el método de ultracentrifugación analítico para medir masas moleculares, especialmente de proteínas en disolución.